# Stizocera melanura
Stizocera melanura är en skalbaggsart som först beskrevs av Wilhelm Ferdinand Erichson 1848.  Stizocera melanura ingår i släktet Stizocera och familjen långhorningar.
Artens utbredningsområde är Guyana. Inga underarter finns listade i Catalogue of Life.